# 蕾蝌蚪鯰
蕾蝌蚪鯰，為輻鰭魚綱鯰形目蝌蚪鯰科的其中一種，為熱帶淡水魚類，分布於南美洲奧里諾科河流域，體長可達3.5公分，棲息在底層水域，生活習性不明。